# Gertrude Käsebier
Gertrude Käsebier, nata Stanton (Fort Des Moines, 18 maggio 1852 – New York, 12 ottobre 1934), è stata una fotografa statunitense, fra i più stimati fotografi ritrattisti del suo tempo, socia fondatrice della Photo-Secession, un movimento che promoveva la fotografia come arte.
È nota soprattutto per le sue rappresentazioni della maternità, i suoi ritratti di artisti e scrittori famosi e di nativi americani, e per la sua promozione della fotografia come carriera per le donne.

## Biografia
Gertrude Stanton nacque il 18 maggio 1852 a Fort Des Moines (ora Des Moines, in Iowa) da Muncy Boone Stanton e John W. Stanton. Il padre gestiva una segheria a Golden all'inizio della corsa all'oro di Pike's Peak del 1859, e prosperò grazie al boom edilizio che ne seguì. Nel 1860, quando aveva otto anni, Gertrude con la madre e il fratello minore raggiunsero il padre, che in quello stesso anno fu eletto sindaco di Golden, allora capitale del Territorio del Colorado.
John W. Stanton morì improvvisamente nel 1864 e in seguito la famiglia si trasferì a Brooklyn, New York, dove la madre di Gertrude aprì una pensione per sostenere la famiglia. Dal 1866 al 1870 visse a Bethlehem, in Pennsylvania, con la nonna materna e frequentò il Bethlehem Female Seminary (in seguito chiamato Moravian College). Poco altro si sa dei suoi primi decenni di vita.

### Carriera (1874–1897)
(Gertrude Käsabier, cit. in Getty Museum Collection)
Nel giorno del suo ventiduesimo compleanno, nel 1874, sposò il ventottenne Eduard Käsebier, un importatore di gommalacca proveniente da una famiglia aristocratica tedesca, che godeva di una buona posizione sociale. La coppia ebbe tre figli, Frederick William (1875–1935), Gertrude Elizabeth (1878–?) e Hermine Mathilde (1880–?). Nel 1884 i Käsebier si trasferirono in una fattoria a New Durham, nel New Jersey, alla ricerca di un ambiente più sano in cui crescere i loro figli.

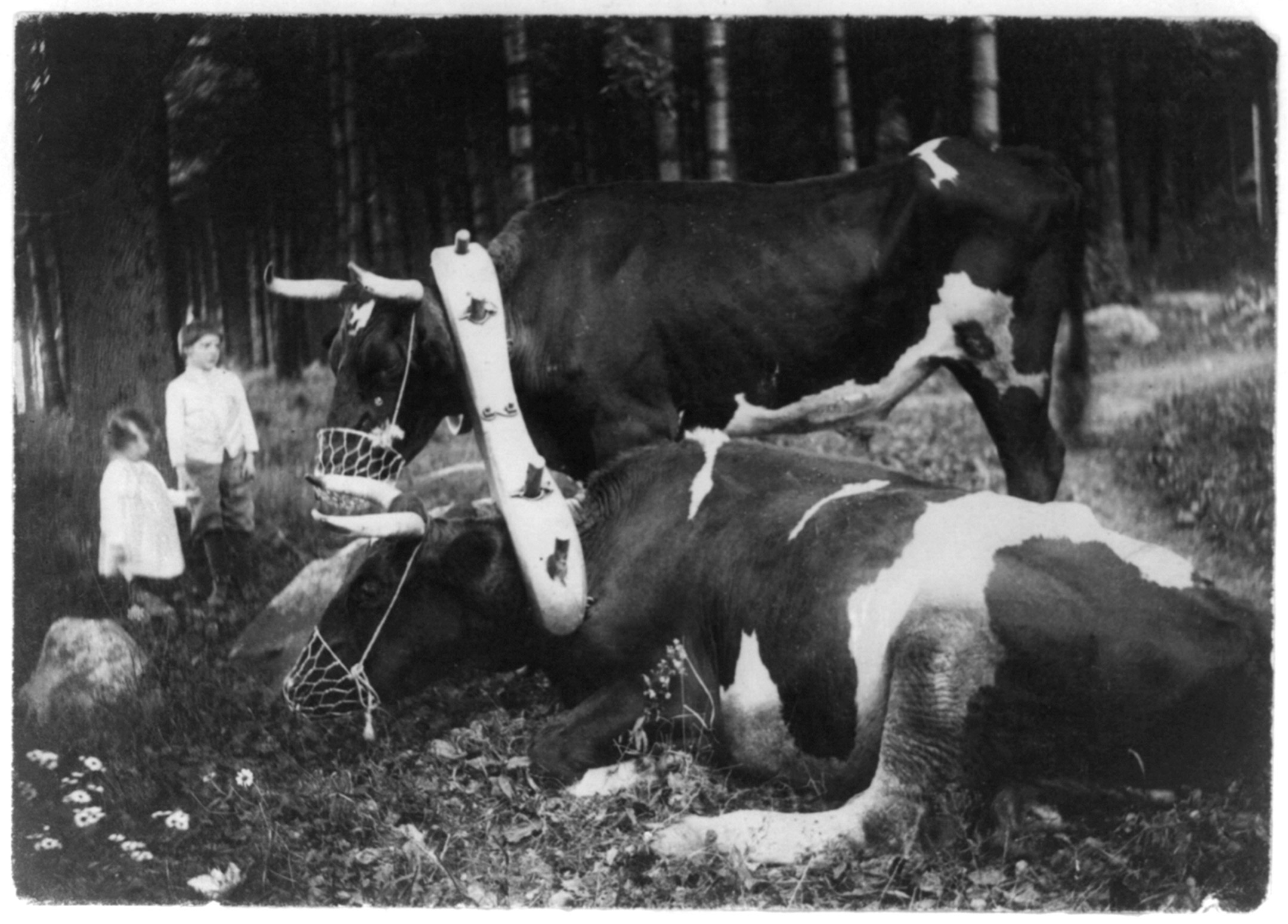
Gertrude Käsebier, Yoked and Muzzled, 1915

Käsebier in seguito scrisse di essere stata infelice per la maggior parte del suo matrimonio. A quel tempo, il divorzio era considerato scandaloso e i due rimasero sposati, vivendo vite separate a partire dal 1880. Questa situazione infelice in seguito le avrebbe fornito l'ispirazione per una delle sue fotografie dal titolo più sorprendente, Yoked and Muzzled - Marriage (c.1915), che riproduce due buoi aggiogati e con la museruola e due bambini.

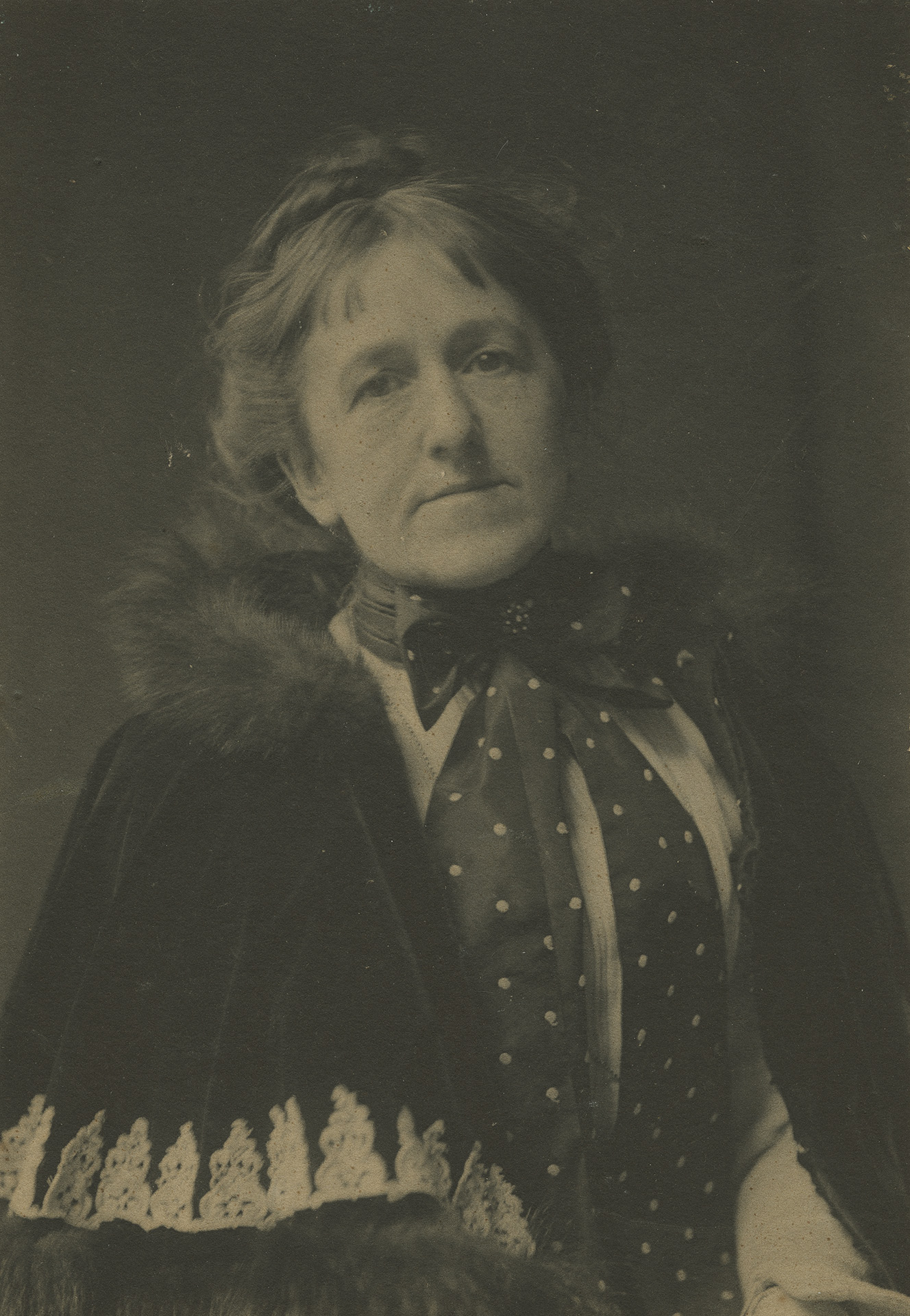
Gertrude Käsebier, c. 1900

Nonostante questa situazione, il marito la sostenne finanziariamente quando Gertrude iniziò a frequentare la scuola d'arte all'età di 37 anni, un periodo in cui la maggior parte delle donne dei suoi tempi avevano raggiunto la propria posizione sociale. Käsebier non ha mai indicato cosa la motivò a studiare arte, ma vi si dedicò con passione. Nonostante le obiezioni del marito, nel 1889 trasferì la famiglia a Brooklyn per frequentare a tempo pieno il Pratt Institute of Art and Design di recente costituzione. Uno dei suoi insegnanti era Arthur Wesley Dow, artista e insegnante d'arte molto influente, ispirato dall'estetica dell'arte dell'Asia orientale e dal movimento britannico Arts and Crafts. In seguito questi avrebbe contribuito a promuovere la sua carriera scrivendo del suo lavoro e presentandola ad altri fotografi e mecenati.
Mentre era a Pratt, Käsebier si avvicinò alle teorie di Friedrich Fröbel, uno studioso le cui idee sull'apprendimento, il gioco e l'educazione portarono allo sviluppo del primo asilo nido. I suoi concetti sull'importanza della maternità nello sviluppo del bambino la influenzarono notevolmente e molte delle sue fotografie successive hanno sottolineato il legame tra madre e bambino. Fu anche influenzata dal movimento Arts and Crafts.
Studiò formalmente disegno e pittura, ma si appassionò molto alla fotografia. Nel 1894 vinse un concorso promosso dal Quarterly Illustrator, suscitando critiche da parte dei suoi maestri di pittura, sia per la foto che per averla pubblicata.
Come molti studenti d'arte dell'epoca, nella primavera del 1894 decise di recarsi in Europa per approfondire la propria formazione. Produsse una serie di fotografie di contadini francesi, evocanti i dipinti di Jean-François Millet, che pubblicò nel Monthly Illustrator e trascorse diverse settimane a studiare chimica della fotografia in Germania, mentre le figlie erano dai suoceri a Wiesbaden. Trascorse il resto dell'anno in Francia, studiando con il pittore americano Frank DuMond.
Nel 1895 tornò a Brooklyn per accudire il marito, gravemente ammalato, e per tentare di risollevare le sorti finanziarie della famiglia. Per garantirsi nuovi introiti decise di diventare una fotografa professionista. Nel 1896 divenne assistente del fotografo ritrattista di Brooklyn Samuel H. Lifshey, presso il quale imparò a gestire uno studio e ad ampliare la sua conoscenza delle tecniche di stampa. Produsse circa 150 ritratti di personaggi mondani della Brooklyn del tempo, nello stile dei dipinti dei vecchi maestri.
Dopo l'apprendistato, nell'inverno 1897 aprì la sua attività a Manhattan, uno studio sia di fotografia d'arte che di ritrattistica commerciale rivolto all'alta società di New York. Il suo stile era caratterizzato dalla rinuncia agli oggetti di scena convenzionali e dalla messa a fuoco di volti leggermente illuminati su sfondi scuri.
Divenne subito molto ricercata dalla clientela alla moda. Appena un anno dopo espose le sue fotografie al Boston Camera Club e in seguito al Pratt Institute e alla Photographic Society of Philadelphia, dove tenne anche una conferenza sulla necessità di un approccio artistico ai ritratti che sottolineasse "la semplicità, la naturalezza, e l'immediatezza"; in questa occasione e in altri testi incoraggiò le donne a dedicarsi alla fotografia come carriera.

### Gertrude Käsebier e i Sioux

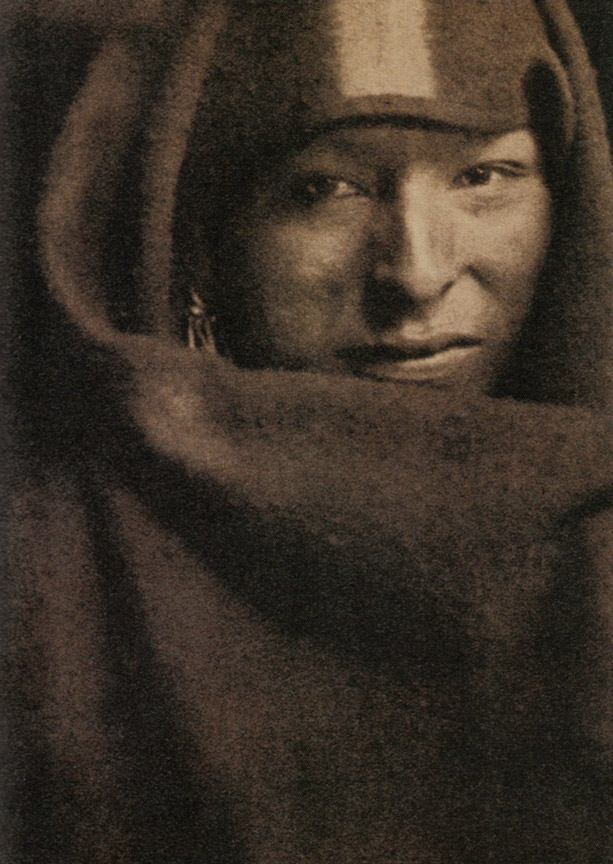
Gertrude Kasebier, Red Man, 1903

Nel 1898, dopo aver assistito all'arrivo della troupe del Wild West Show davanti al suo studio sulla Quinta Strada, Käsebier decise di inviare una lettera a Buffalo Bill per chiedergli il permesso di fotografare i membri della tribù Sioux che viaggiavano con lo spettacolo. All'approvazione della sua richiesta, iniziò nell'aprile del 1898 il suo progetto artistico, che si protrasse fino al 1912 senza alcuno scopo commerciale.
Le fotografie vennero condivise principalmente con la sua famiglia e con i colleghi di New York e pubblicate solo in rare eccezioni, come fu il caso di The Red Man, ritenuta dall'autrice la foto artistica dell'intero progetto, inclusa nelle mostre e comparsa in Camera Work e Camera Notes.

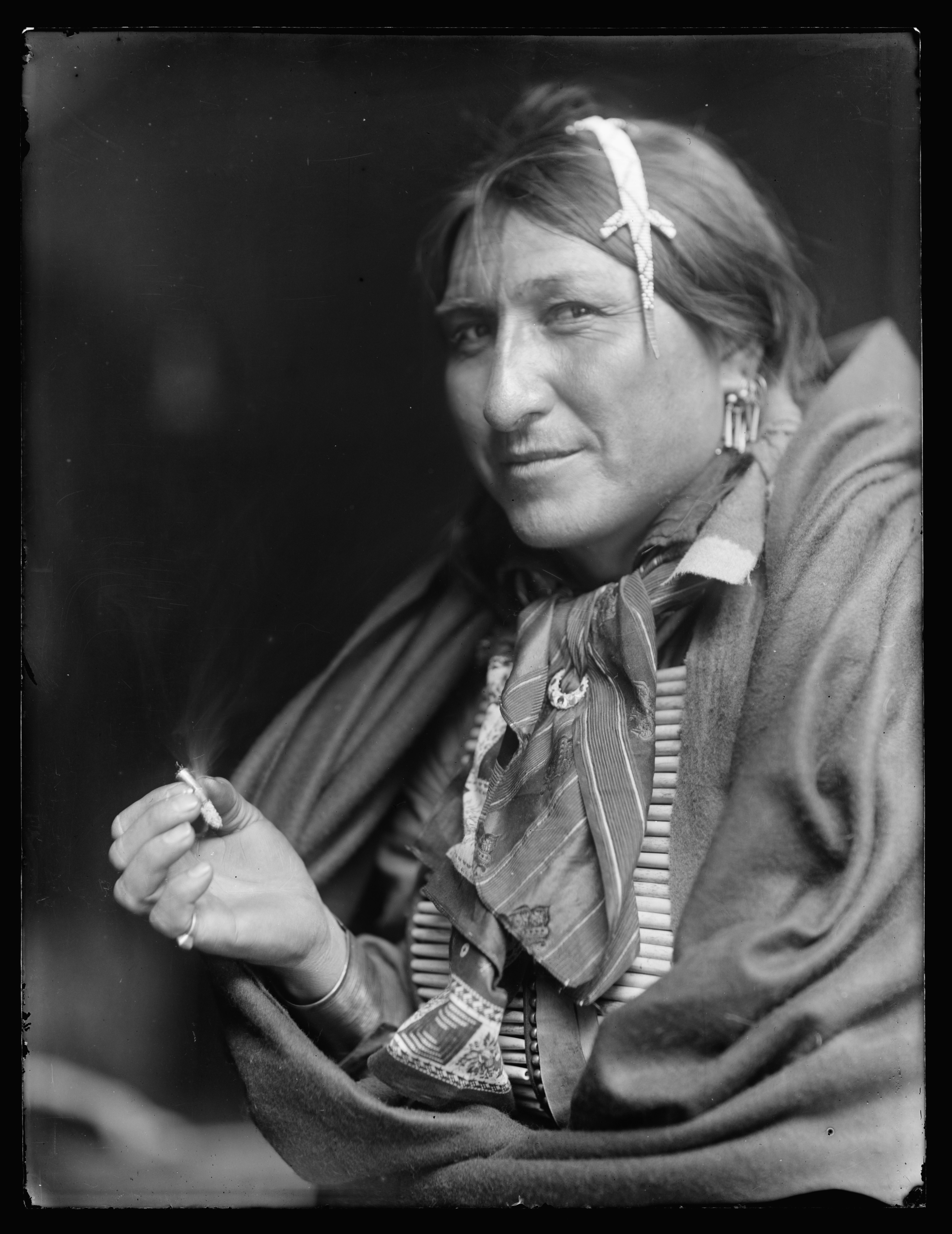
Gertrude Käsebier, Joe Black Fox, 1898

Una selezione di queste immagini, oltre 100, con i 14 disegni realizzati quando i Sioux visitarono il suo studio, è stata acquisita nel 1969 dalla Smithsonian Institution e rappresenta una delle parti più significative della Collezione di storia fotografica del National Museum of American History.
A differenza delle immagini create dalla Wild West Company per scopi commerciali al fine di promuovere lo spettacolo itinerante, e di quelle prodotte da Edward Curtis, un fotografo suo contemporaneo, le fotografie di Käsebier sono "umanizzanti" ed espressive, riflettono un interesse per i soggetti come individui: la fotografa voleva che i suoi ritratti fossero una "rivelazione del carattere indiano", mostrando la forza e il carattere individuale dei nativi americani, come quelli da lei visti da bambina in Colorado e nelle Grandi Pianure.
Käsebier, nel corso degli anni, organizzò numerosi incontri nel suo studio, e con diversi artisti/nativi americani - ad esempio Joe Black Fox e Sammy Lone Bear - strinse un rapporto di amicizia che durò molti anni. Dal punto di vista dell'allestimento scenico, Käsebier realizzò sia ritratti "formali" che "informali" - rispettivamente 38 e 24 nella classificazione delle foto per temi realizzata da Michelle nella collezione conservata presso la Smithsonian Institution - nei quali risulta evidente il suo interesse per l'espressione e l'individualità della persona, più che su elementi di costume: è il caso, ad esempio, di Joe-Black-Fox, ripreso mentre guarda sorridente la fotocamera, con una sigaretta in mano e una coperta sulle spalle.
Anche la foto di uno dei più anziani Sioux che viaggiavano con lo spettacolo del selvaggio West, capo Iron Tail, senza copricapo o abbigliamento tradizionale, evoca un clima di intimità: il volto appare rilassato e tranquillo, non compare alcun abbigliamento particolare. In questo caso, tuttavia, lo stesso capo avrebbe rifiutato la foto quando la vide, chiedendone una nuova, in cui si sarebbe fatto riprendere, di profilo, con tutte le insegne che spettavano a un valoroso guerriero.

### Apice della carriera (1899-1909)

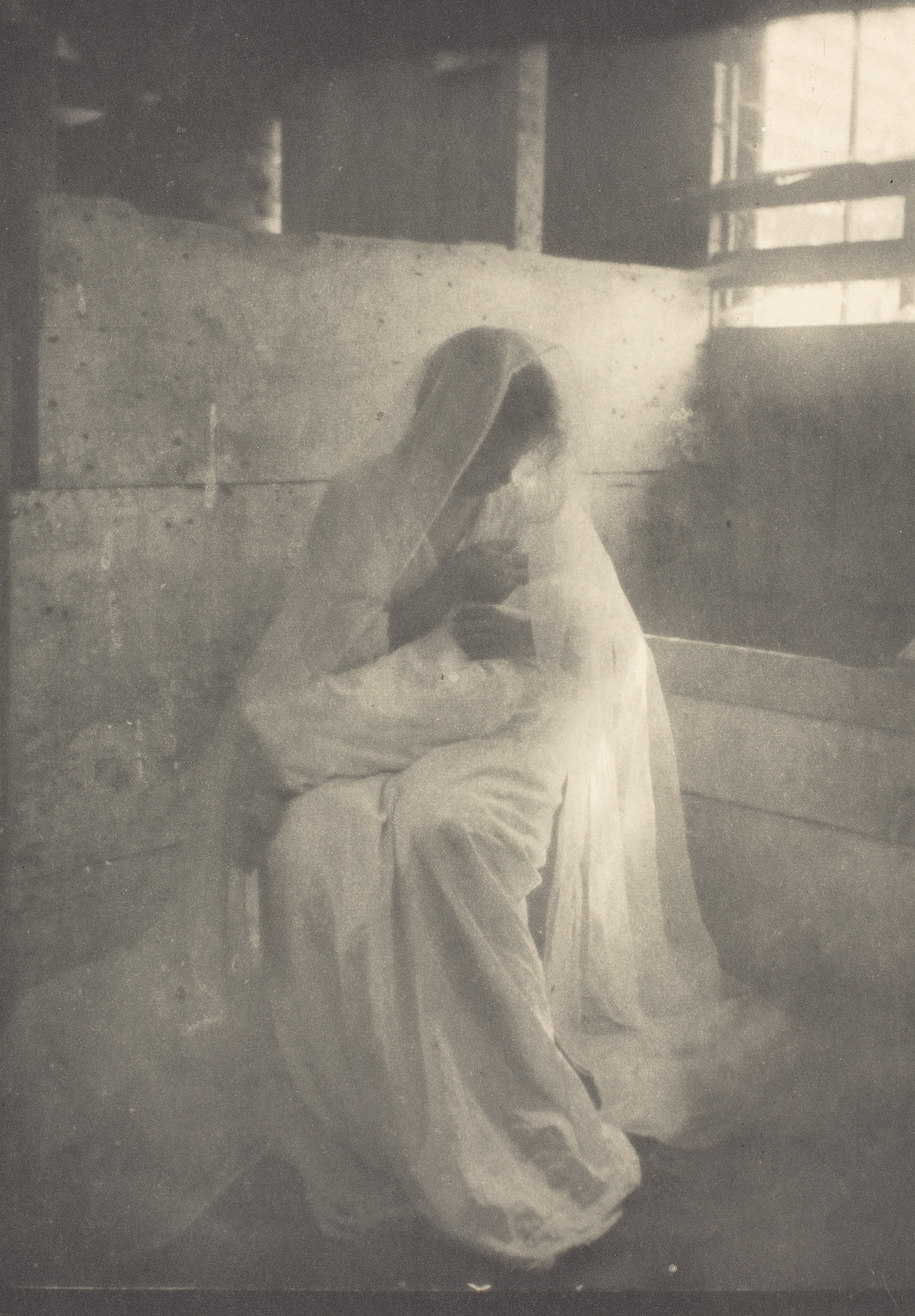
Gertrude Käsebier, La mangiatoia, c. 1900, Galleria Nazionale d'Arte

Il fotografo e gallerista Alfred Stieglitz, figura di spicco nel mondo dell'arte statunitense ed europeo, uno dei principali promotori della fotografia come arte, nel febbraio 1899 espose le fotografie di Käsebier al Camera Club e a luglio pubblicò cinque delle sue opere in Camera Notes, dichiarandola "al di là di ogni discussione, la principale fotografa di ritratti artistici dell'epoca". La sua rapida ascesa alla fama venne notata dal fotografo e critico Joseph Keiley, che scrisse "un anno fa il nome di Käsebier era praticamente sconosciuto nel mondo fotografico. [...] Oggi quel nome è al primo posto e senza rivali."
Nel Philadelphia Salon dello stesso anno, una delle mostre fotografiche più prestigiose degli Stati Uniti, la fotografa fece parte della giuria, insieme a Clarence H. White e Fred Holland Day, e ricevette elogi per La mangiatoia, fotografia di una Madonna con bambino, con alle spalle un drappeggio, che venne venduta per 100 dollari, diventando la foto più pagata del tempo.
Lo stile pittorialista era evidente non solo nel soggetto classico, nell'oscuramento del viso della donna e nel corpo del bambino suggerito dalle pieghe della stoffa, ma anche nella rielaborazione del negativo originale, nella manipolazione del processo di stampa allo scopo di enfatizzare la figura umana ed aumentarne l'espressività drammatica.

Nel 1900 Käsebier continuò a raccogliere riconoscimenti e lodi professionali. Nel catalogo del Newark (Ohio) Photography Salon, venne definita "la più importante fotografa professionista negli Stati Uniti". In riconoscimento dei suoi successi artistici e delle sue doti professionali, nello stesso anno fu una delle prime due donne elette nel Linked Ring britannico (l'altra fu la pittorialista britannica Carine Cadby).

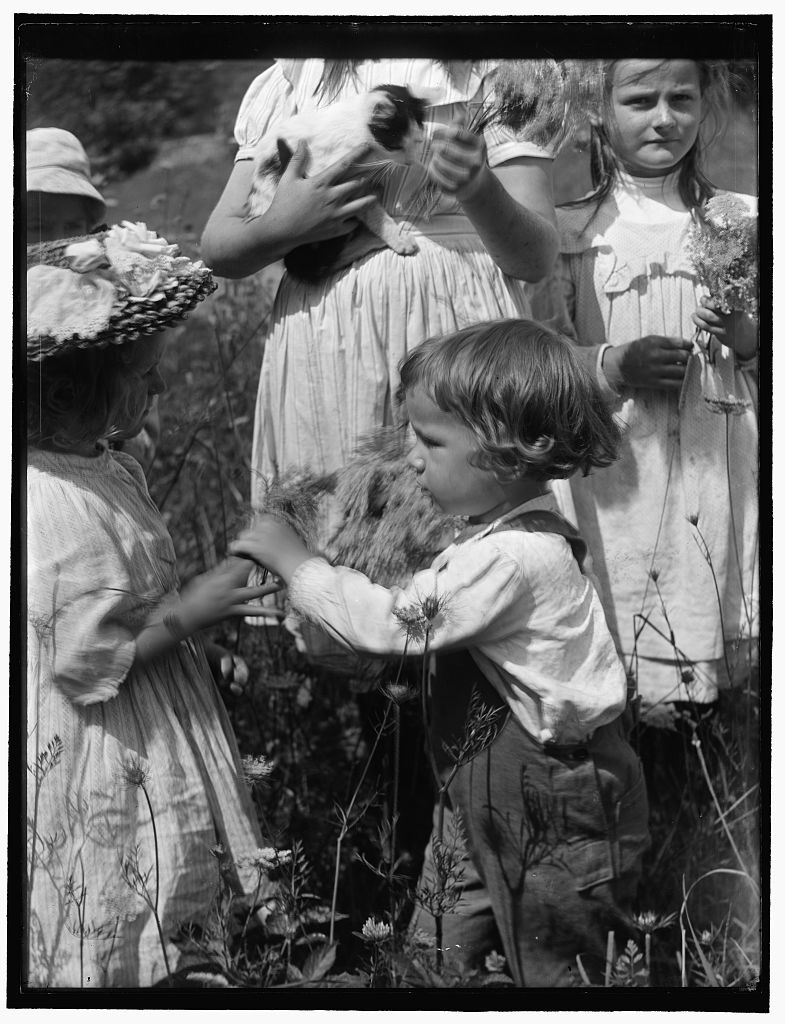
Gertrude Käsebier, Happy days, 1902

L'anno successivo Charles H. Caffin, nel suo libro Photography as a Fine Art dedicò un intero capitolo al lavoro di Käsebier (Gertrude Käsebier and the artistic-commercial portrait). In questo periodo la fotografa raggiunse il successo su tre fronti: "commercialmente nella sua pratica di ritrattistica, artisticamente in mostre e riviste di fotografia e pubblicamente nella stampa illustrata", comparendo con sue foto in diverse riviste, fra cui il famoso World's Work.
Molto richiesta in Europa, nel 1901 Käsebier si recò in Gran Bretagna e Francia, in visita con Fred Holland Day e Edward Steichen.
Nel 1902 Stieglitz la incluse come membro fondatore della Photo-Secession e l'anno seguente pubblicò sei delle sue foto nel primo numero di Camera Work, accompagnate da articoli di Charles Caffin e Frances Benjamin Johnston. Nel 1905 altre sue foto, comprese alcune immagini pastorali, come Happy Days, furono pubblicate in Camera Work e l'anno successivo Stieglitz presentò una mostra di sue fotografie, insieme a quelle di Clarence H. White, presso le sue Little Galleries of the Photo-Secession.
La fatica di bilanciare la sua vita professionale con quella personale iniziò a mettere a dura prova la fotografa. Lo stress venne esacerbato dalla decisione del marito di trasferirsi a Oceanside, Long Island, che ebbe l'effetto di allontanarla dal centro artistico di New York. In risposta, tornò in Europa dove, attraverso i collegamenti forniti da Steichen, fotografò il solitario Auguste Rodin, di cui scrisse: "Quando ha saputo che sarebbe stato fotografato, si è irrigidito. [...] L'ho beccato in uno dei suoi momenti. Era rilassato e meditabondo. Non sapeva di essere stato fotografato finché non fu tutto finito".
Quando Käsebier tornò a New York si sviluppò un conflitto inaspettato con Stieglitz. Il forte interesse della fotografa per il lato commerciale del suo lavoro, sulla spinta del bisogno di sostenere il marito e la famiglia, contrastava con l'approccio di Stieglitz, incline a vedere nella fotografia una pura forma di espressione artistica. La loro relazione cominciò a raffreddarsi e a diventare sempre più tesa, mentre anche sul fronte della critica si registrò un cambiamento nella valutazione dell'opera di Käsebier, riflesso del cambiamento in corso nell'estetica fotografica: nel numero di Camera Work dell'ottobre 1907, Charles H. Caffin, in precedenza sostenitore dell'opera di Käsebier, scrisse una pungente satira su di lei, definendola "artista emotiva".

### Indipendenza professionale (1910-1934)

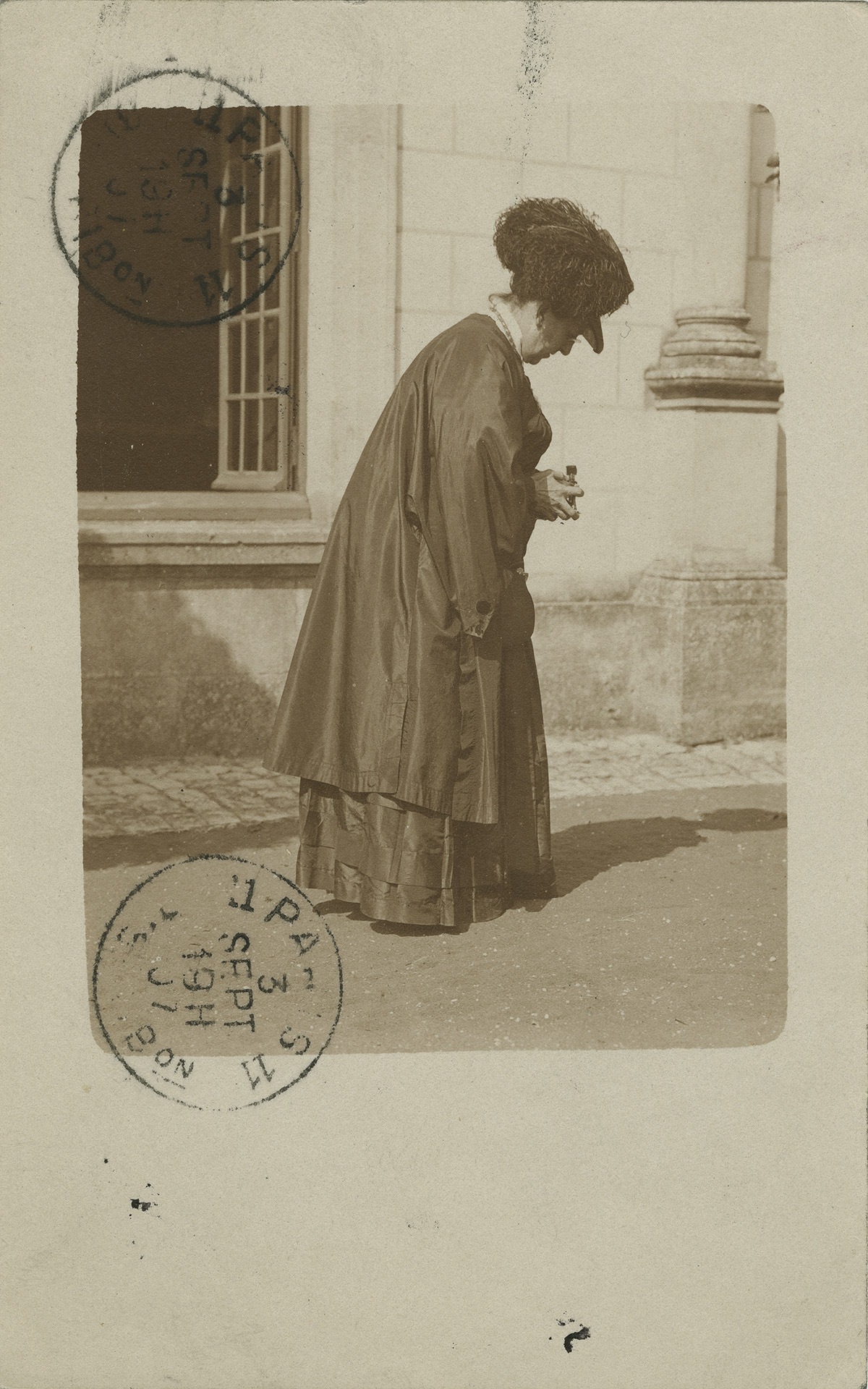
Gertrude Käsebier con fotocamera a mano, 1907

Alla morte del marito, avvenuta nel 1910, Käsebier continuò la sua attività seguendo un corso separato da quello di Stieglitz e contribuendo a fondare la Women's Professional Photographers Association of America. A sua volta, Stieglitz, che nutriva disprezzo per i fotografi di successo commerciale e che stava maturando il suo passaggio dal pittorialismo alla fotografia diretta, iniziò a criticare pubblicamente il lavoro della collega, pur continuando a includerne alcune opere nelle mostre da lui promosse, come l'International Exhibition of Pictorial Photography del 1910, la prima mostra pittorialista tenuta in un museo americano, l'Albright-Knox Art Gallery.
In occasione di questa mostra scoppiò la tensione per questioni finanziarie relative alla vendita delle opere di Käsebier. L'anno successivo quest'ultima ricevette un attacco molto critico, pubblicato su Camera Work, da parte di un suo ex ammiratore, il fotografo e critico Joseph Keiley, cofondatore con Stieglitz della rivista del movimento Photo-Secession. Nel 1912 la fotografa si dimise con una lettera dalla Photo-Secession.
Nel 1916 fondò con Clarence H. White il gruppo Pictorial Photographers of America, che fu visto da Stieglitz come una sfida diretta alla sua leadership artistica. Un anno dopo la Photo-Secession si sciolse.
Durante questo periodo, molte giovani donne che avevano iniziato a fotografare assunsero come punto di riferimento Käsebier, sia per la sua notorietà e competenza fotografica, che per l'ispirazione che essa offriva come donna indipendente. Tra coloro che svolsero il lavoro di apprendistato nel suo studio o che seguirono le sue orme, sviluppando una propria carriera di successo, vi furono Alice Boughton, Clara Sipprell, Consuelo Kanaga, Laura Gilpin, Florence Maynard e Imogen Cunningham.
Per tutta la fine degli anni '10 e la maggior parte degli anni '20, Käsebier continuò ad espandere la sua attività di ritrattistica, fotografando molte persone importanti dell'epoca, tra cui Robert Henri, John Sloan, William Glackens, Arthur B. Davies, Mabel Dodge e Stanford White. Nel 1924 sua figlia Hermine si unì a lei in questa attività.
Nel 1927 rinunciò del tutto alla fotografia e chiuse il suo studio di ritratti. Due anni dopo venne organizzata una sua importante mostra personale al Brooklyn Institute of Arts and Sciences.
Käsebier morì il 12 ottobre 1934, a casa della figlia.
Un'importante raccolta del suo lavoro è conservata all'Università del Delaware. Nel 1979 è stata inserita nell'International Photography Hall of Fame and Museum.
La sua fotografia più nota, Blessed Art Thou Among Women (Beata tu sia fra le donne, 1899), è stata inserita in un francobollo statunitense nel 2002.

## Galleria d'immagini

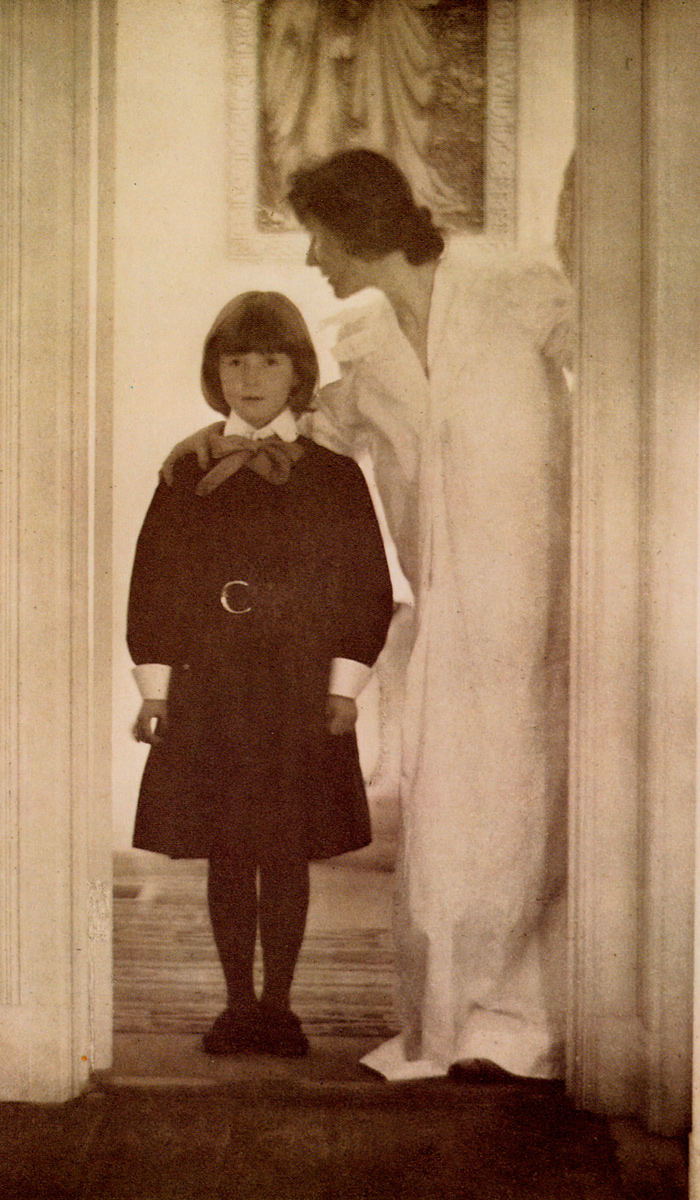
Beata tu sia fra le donne, 1899
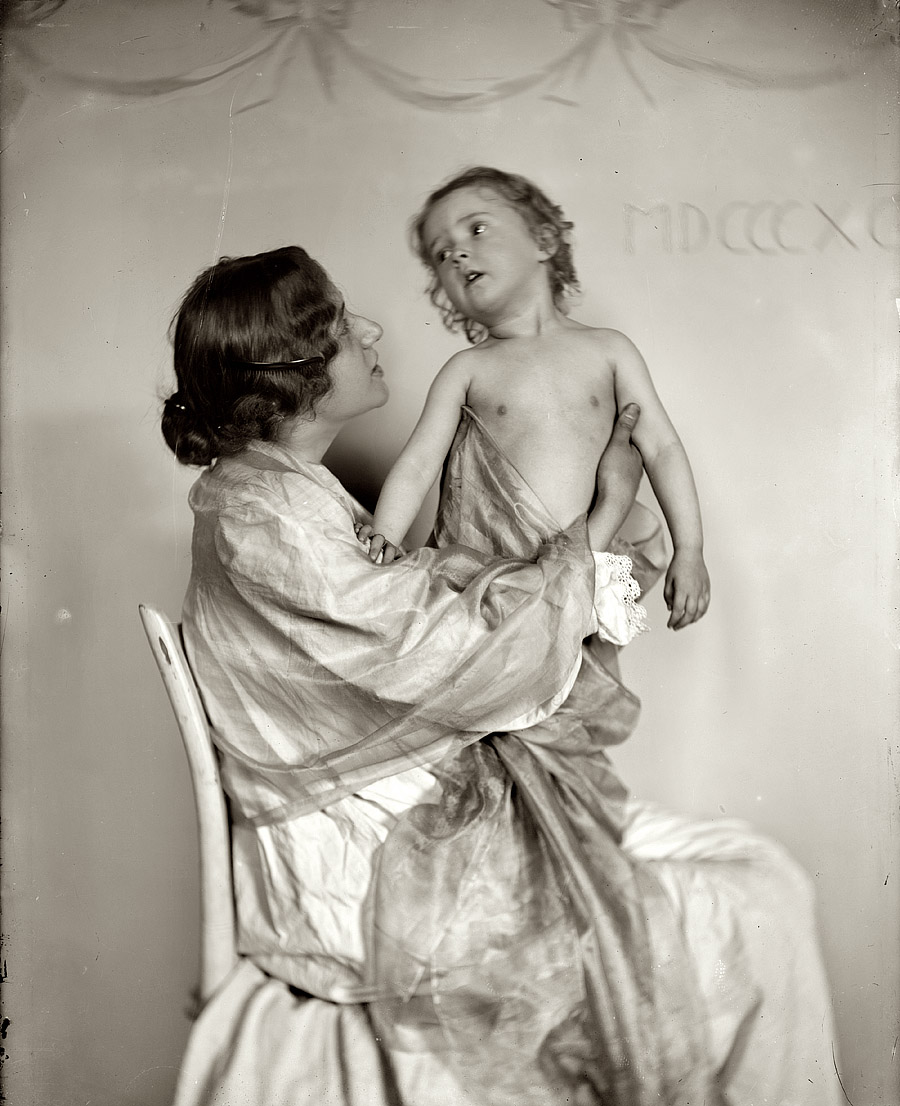
Adorazione, 1897
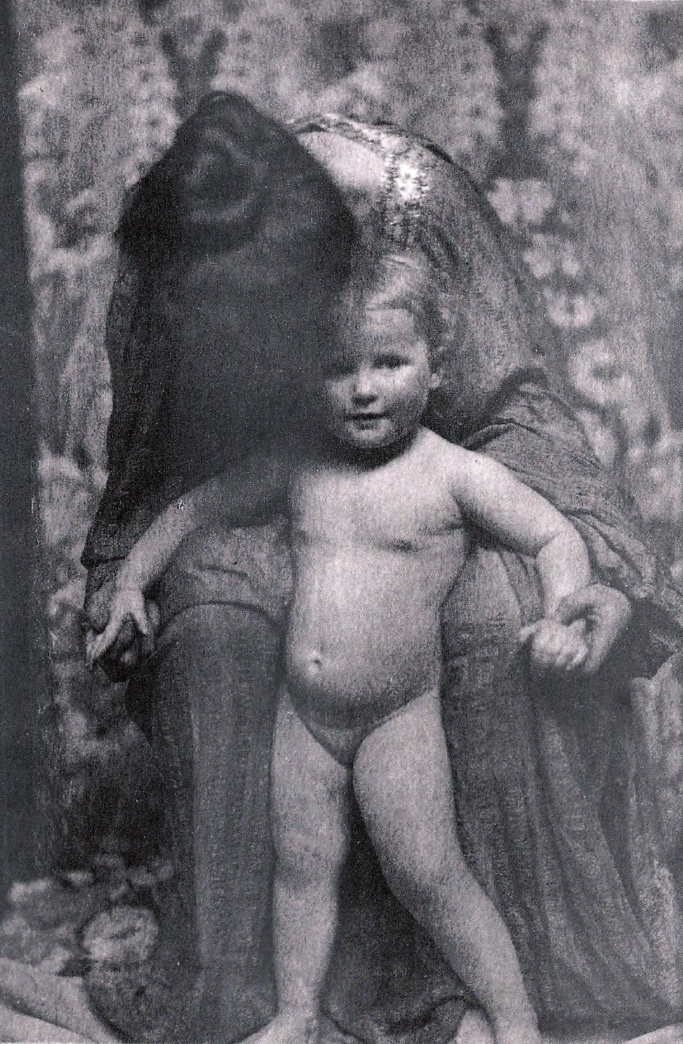
Gertrud Käsebier, c. 1900
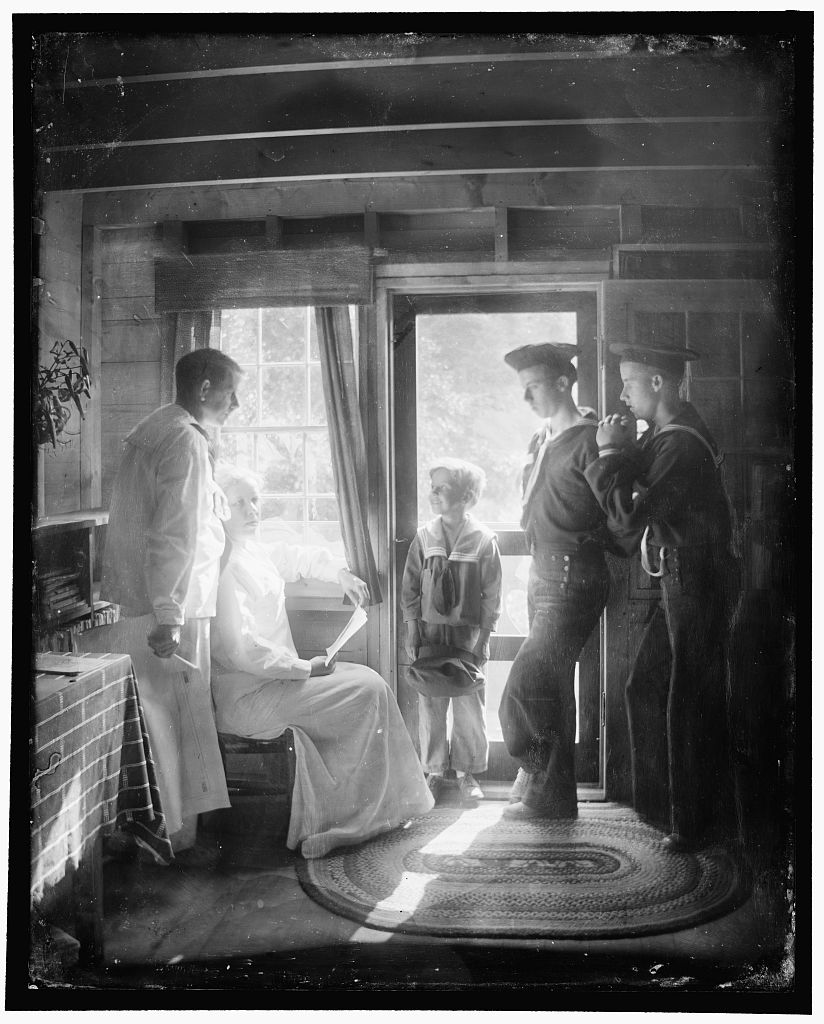
The Clarence White Family in Maine, 1913
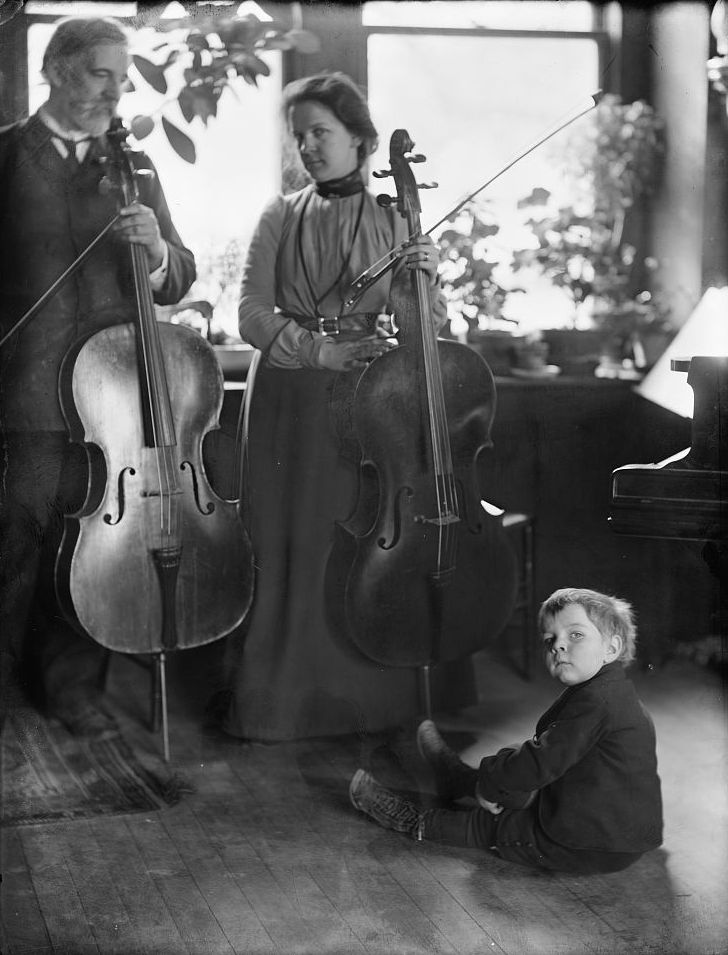
Armonia, uno studio sulla famiglia Brundigee
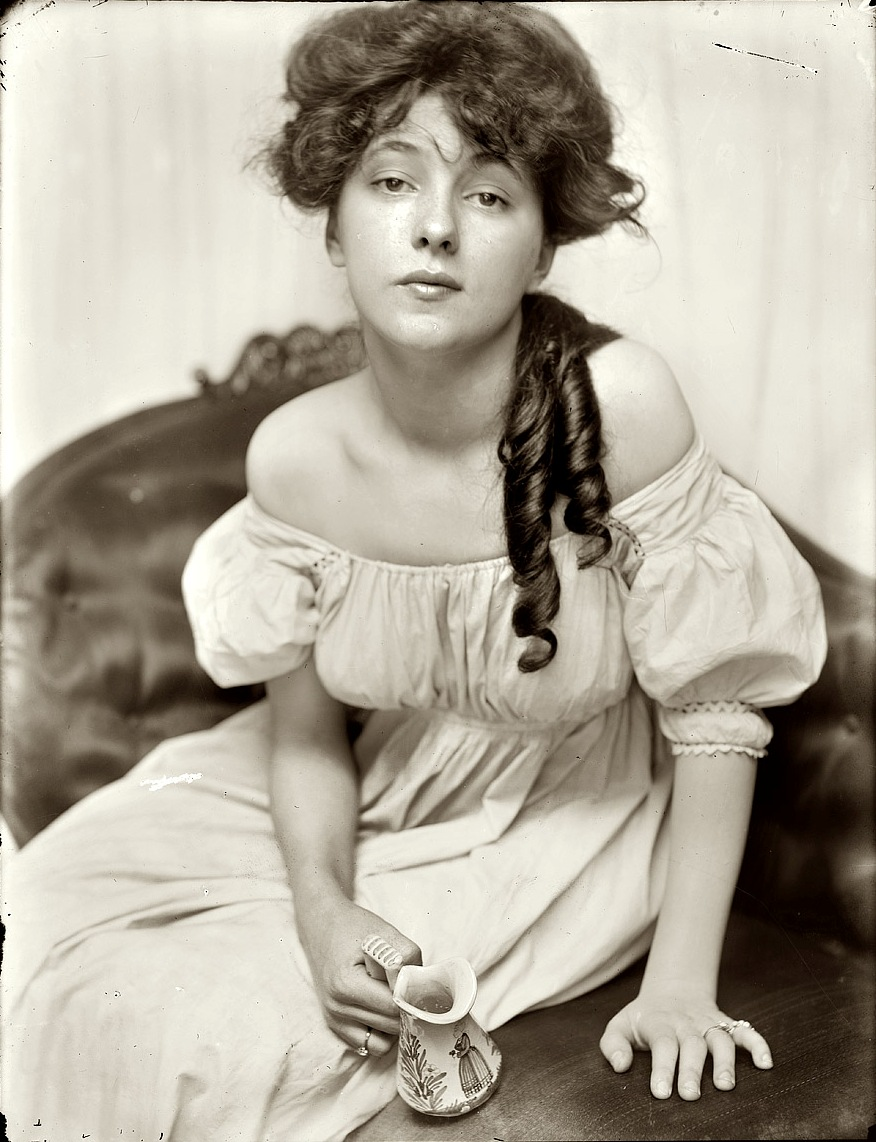
Evelyn Nesbit, 1903
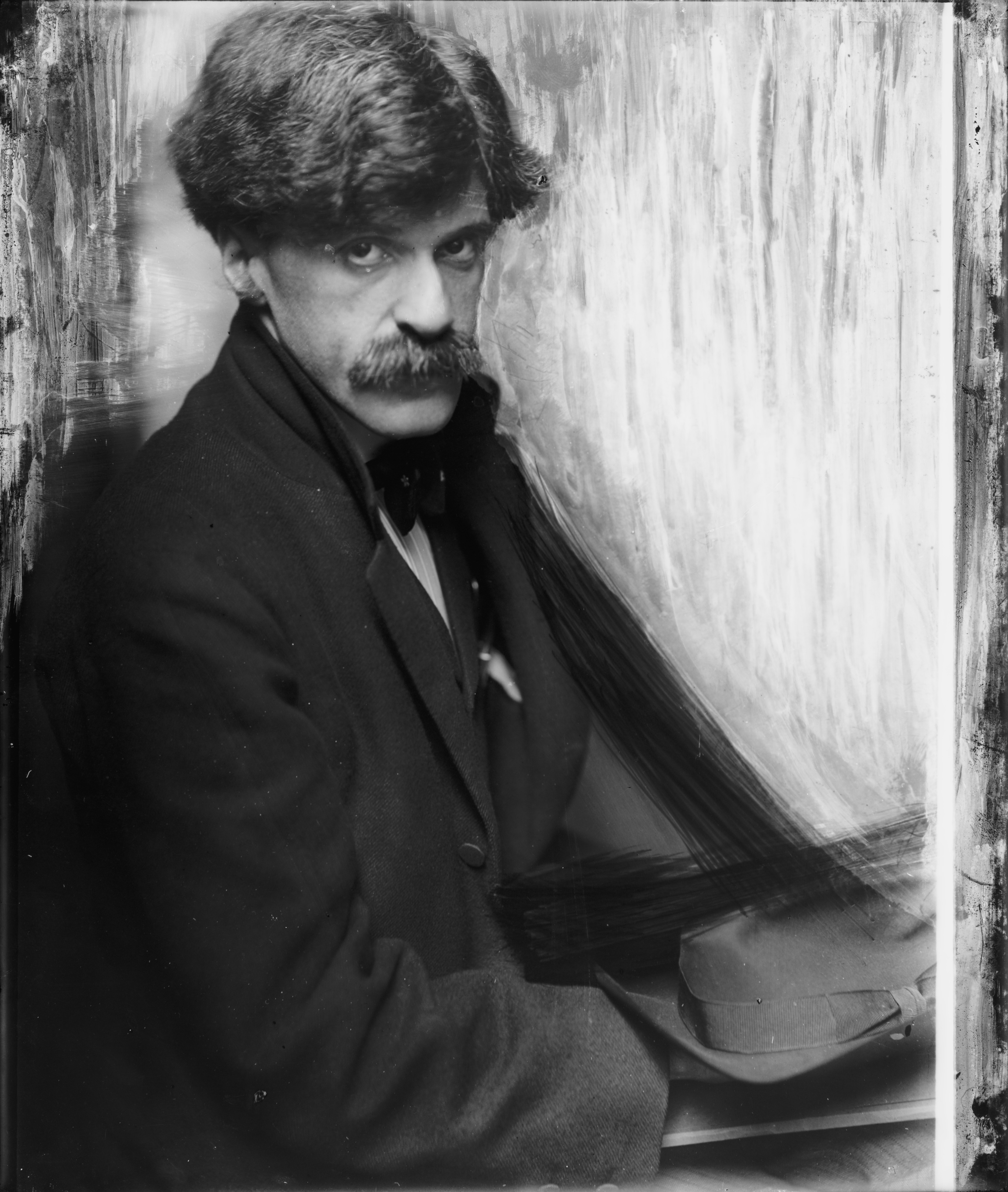
Alfred Stieglitz, 1902
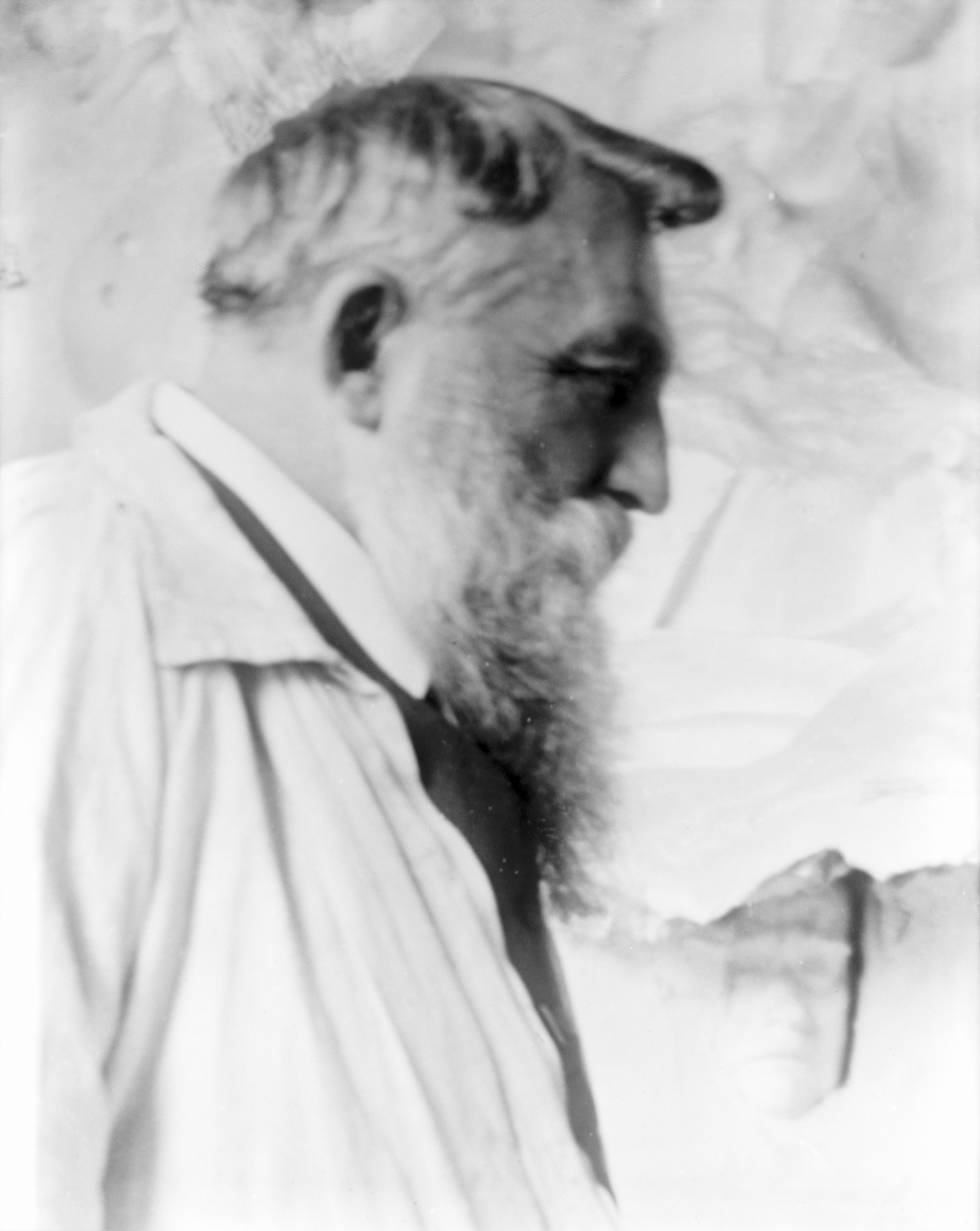
Auguste Rodin, 1905
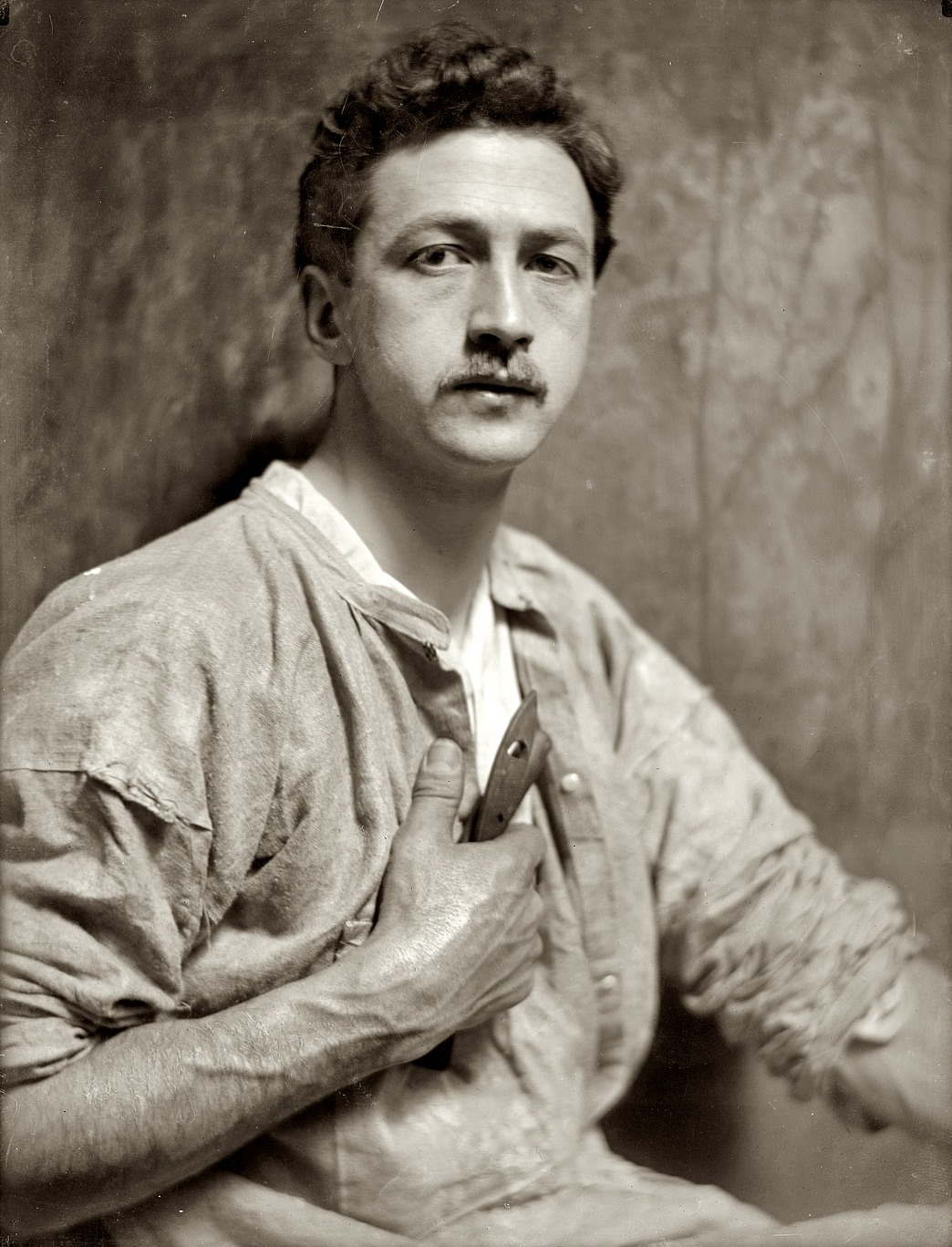
Chester Beach, 1910
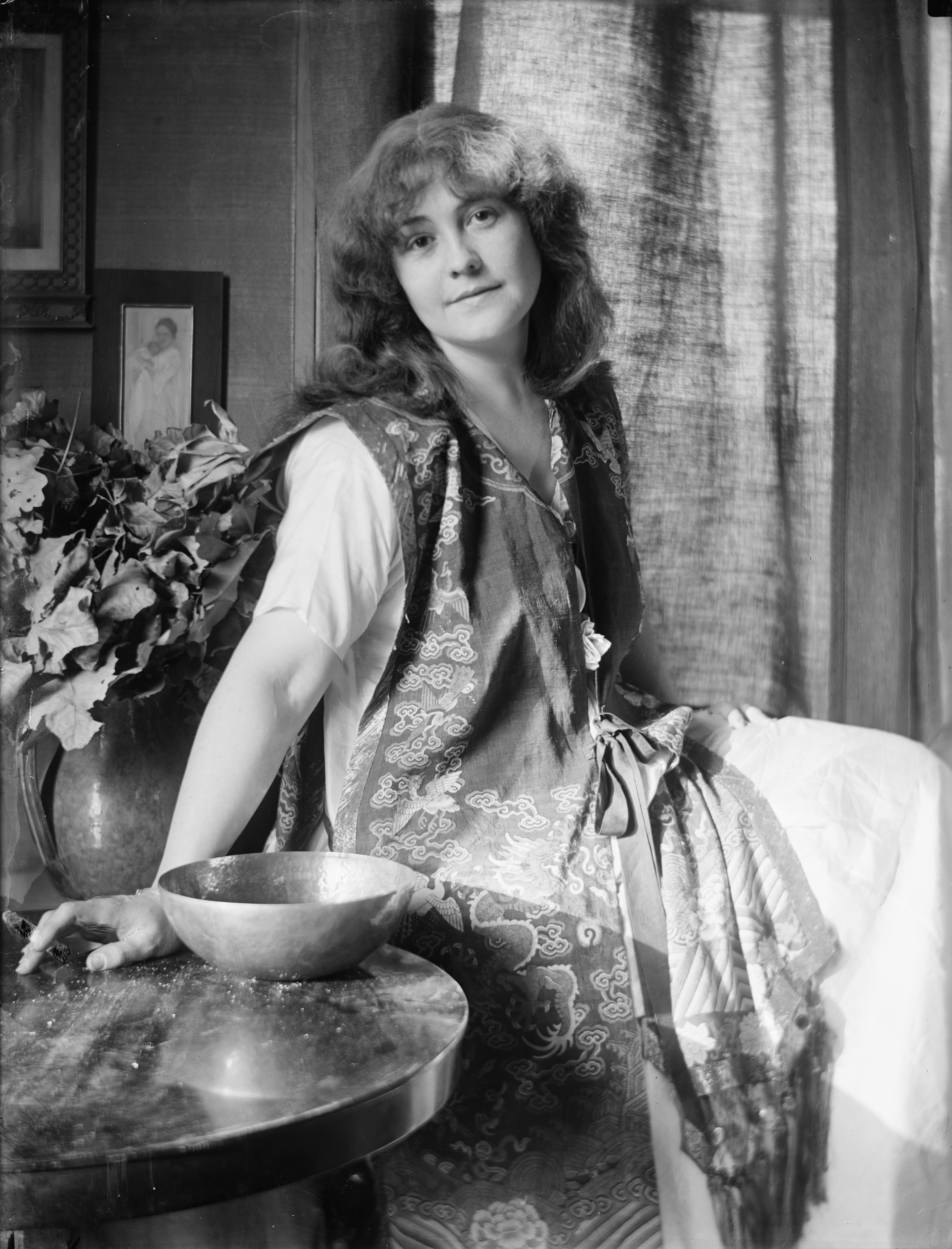
Rose O'Neill, c. 1907
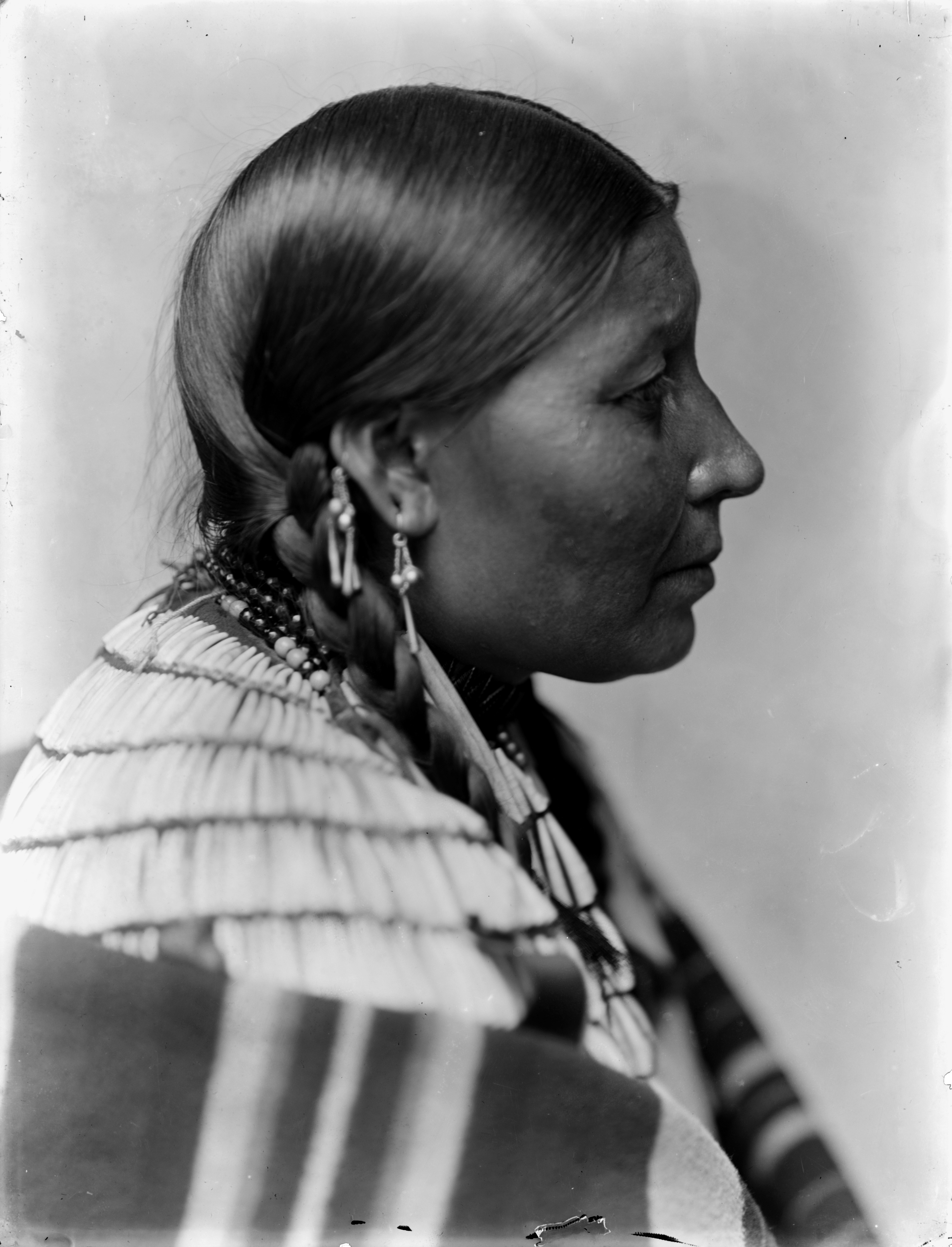
Moglie di Cavallo Americano, Dakota Sioux, ca. 1900
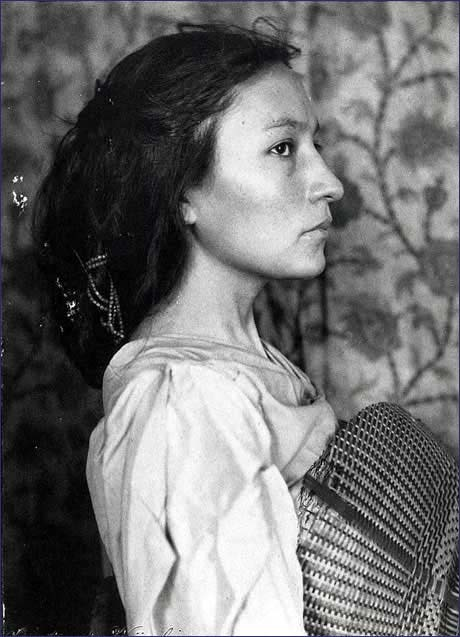
Zitkala-Sa
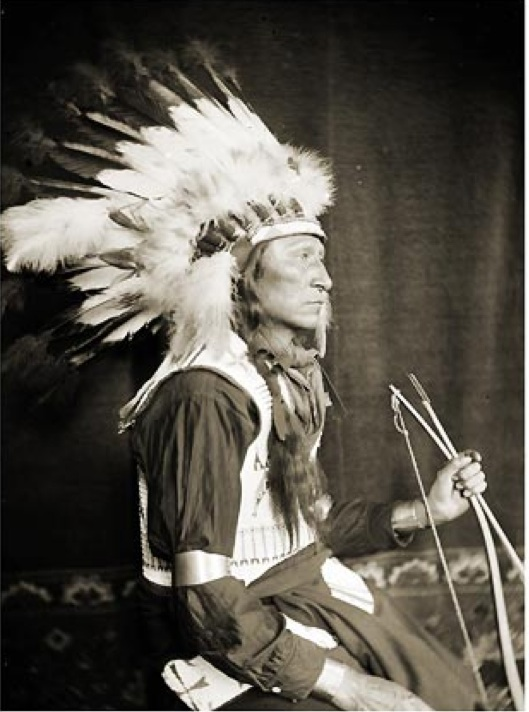
Capo Lone Bear, 1898
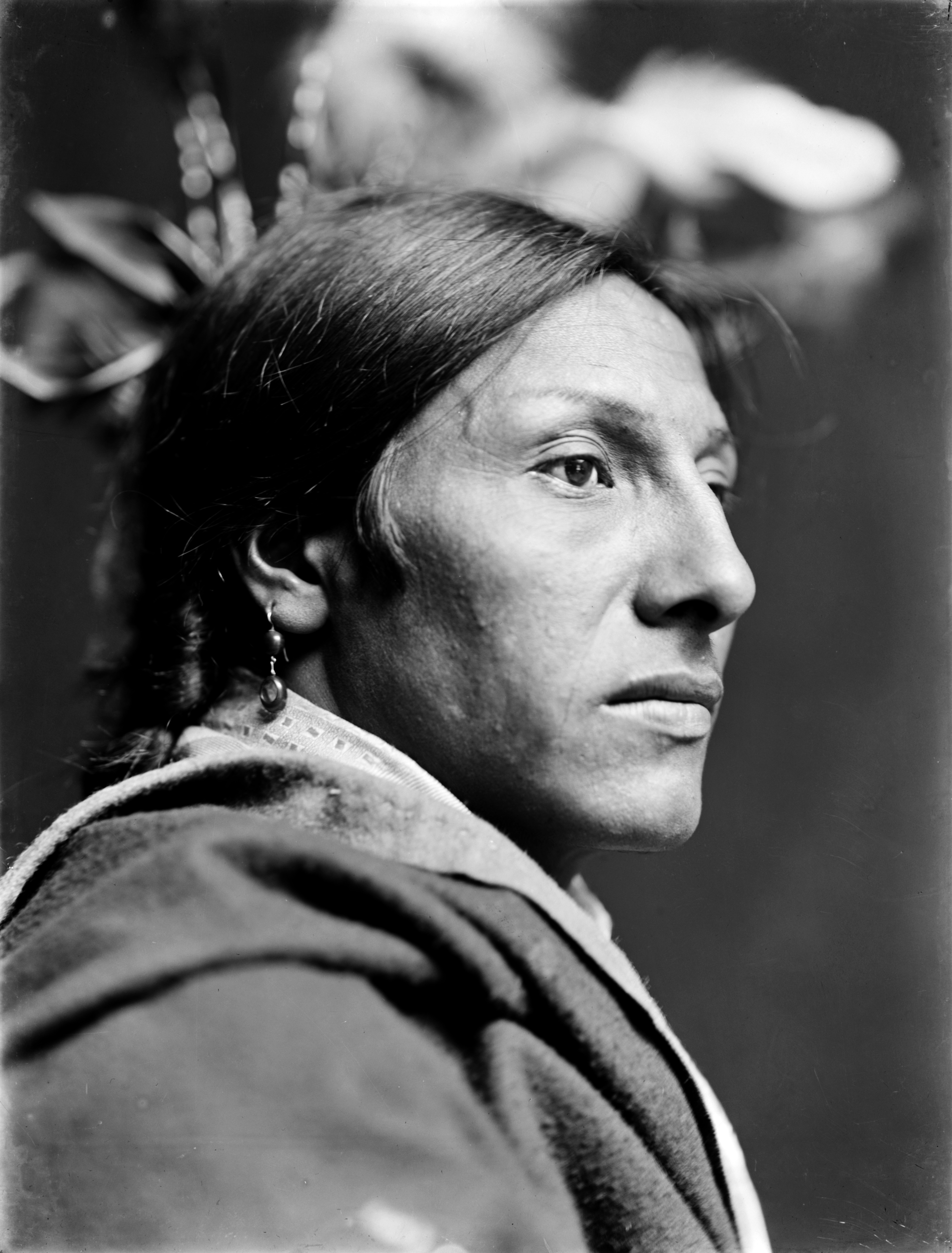
Amos Two Bulls, Dakota Sioux, ca. 1900
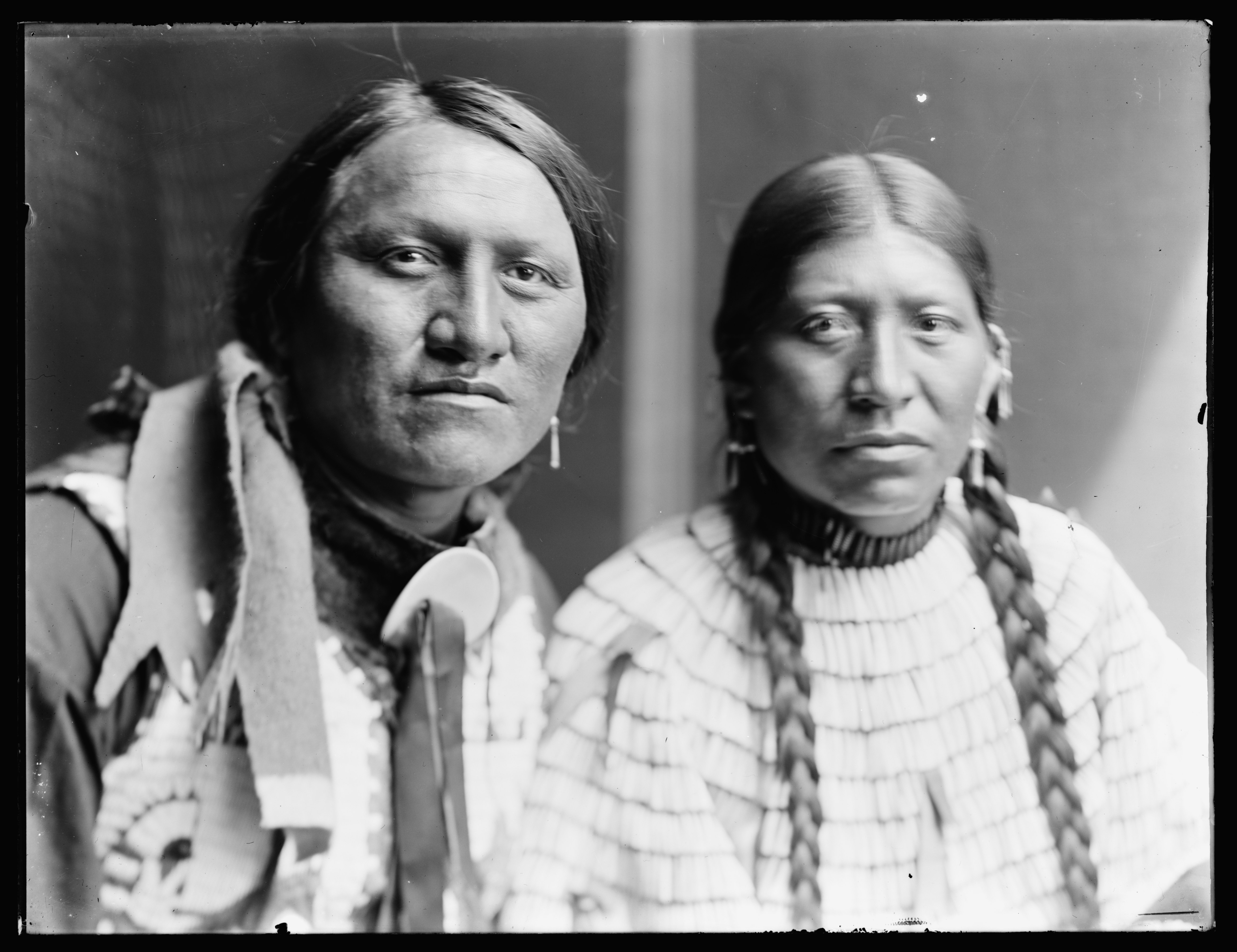
Charging Thunder